# ترسيب (تحول طوري)

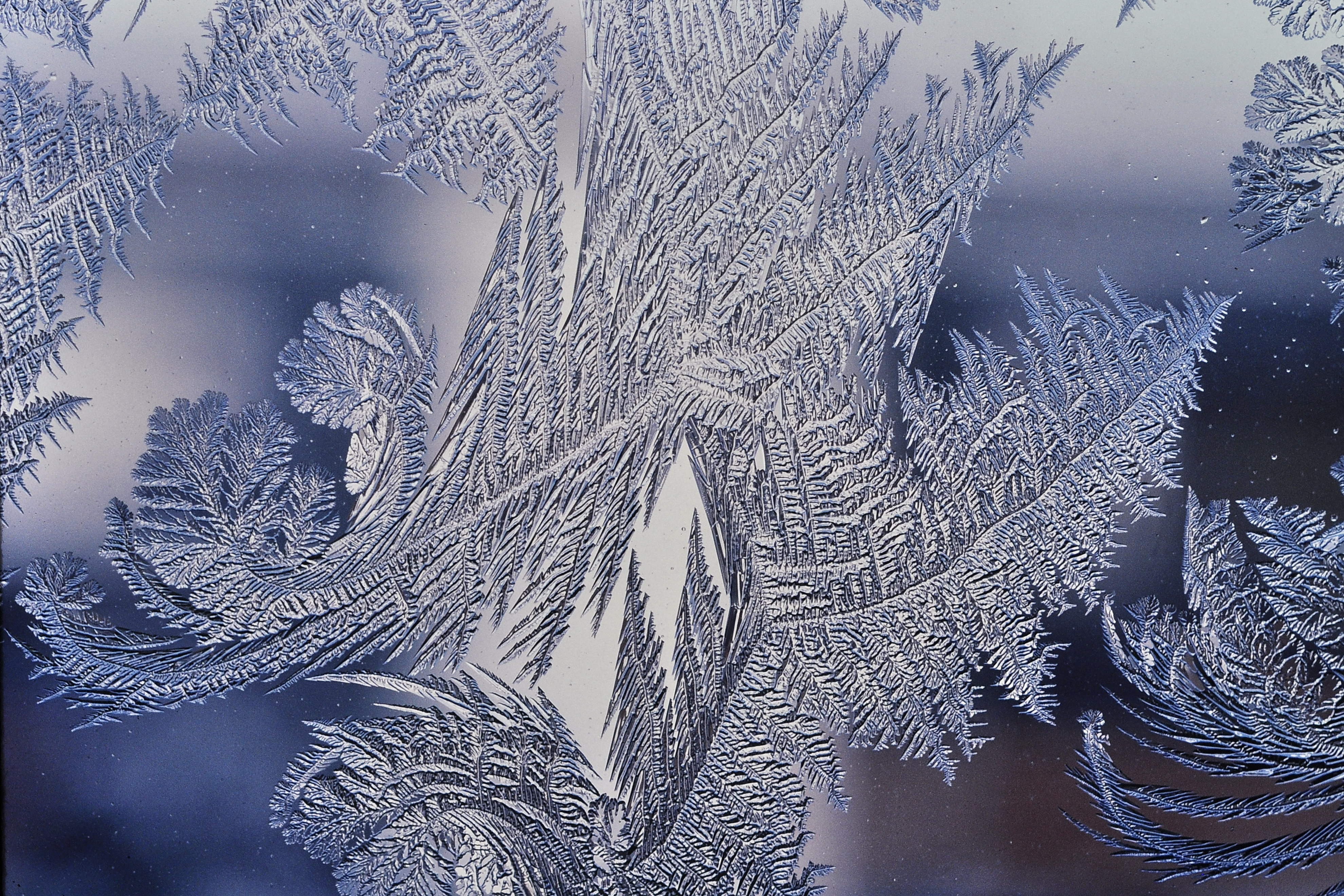
بخار الماء في هواء الشتاء الرطب يترسب مباشرةً إلى الحالة الصلبة دون المرور بالحالة السائلة. الصقيع البلوري على النوافذ يتحول بشكل مباشر إلى الحالة الصلبة من غير أن يصبح سائلاً في هذه العملية

الترسيب هو عملية ترموديناميكية، أو بالأحرى هو تحول طوري يتم فيه تحول المادة من الحالة الغازية إلى الحالة الصلبة بشكل مباشر دون المرور بالحالة السائلة. الطور المعاكس للترسيب هو التسامي، والذي يتمثل بتحول المادة من الحالة الصلبة إلى الحالة الغازية مباشرةً دون المرور بالحالة السائلة.
أحد الأمثلة على ذلك هو عملية تحول بخار الماء إلى جليد مباشرةً دون تحوله إلى سائل. هكذا يتشكل الثلج في السحاب، وهكذا يتشكل أيضاً الصقيع على الأرض أو على الأسطح الأخرى.
مثال آخر هو عندما يتشكل الصقيع على ورق الشجر. لكي يحدث الترسيب، الطاقة الحرارية يجب أن تُزال من الغاز. عندما يصبح الهواء بارداً بشكل كاف، بخار الماء المتواجد في الهواء حول الورق يفقد طاقة حرارية كافية تسمح له بالتحول إلى مادة صلبة مباشرةً. على الرغم من أن درجة حرارة الهواء يمكن أن تكون تحت درجة التكثف، بخار الماء قد لا يكون قادر على التكثف تلقائياً إذا لم يكن هناك طريقة لإزالة الطاقة الكامنة. يبدأ بخار الماء الفائق البرودة بالتكثف فوراً حول الورق، ولكن بذاك يكون قد تجاوز نقطة التجمد وهذا ما يسبب تحوله بشكل مباشر إلى مادة صلبة.
مثال آخر هو السناج الذي يترسب على جدران المداخن. جزيئات السناج ترتفع من النار في حالة غازية شديدة الحر. عندما تحتك بالجدران، تبرد وتتحول بذلك إلى الحالة الصلبة مباشرةً، من غير المرور بالحالة السائلة. هذه العملية مفيدة صناعياً فيترسيب بخار كيميائي الاحتراق (CCVD).
يمكنك الإطلاع أيضاً على صفحة ترسيب فيزيائي للبخار، والتي تعتبر أحد العمليات لترسيب أغشية رقيقة لمواد متنوعة على أسطح مختلفة.
الترسيب يصدر الطاقة، ولذلك فهو عملية طاردة للحرارة.